# Морани
Морани (пол. Morany, нім. Morainen) — село в Польщі, у гміні Дзежґонь Штумського повіту Поморського воєводства.
Населення — 346 осіб (2011).
У 1975-1998 роках село належало до Ельблонзького воєводства.

## Демографія
Демографічна структура станом на 31 березня 2011 року:
|          | Загалом | Допрацездатний вік | Працездатний вік | Постпрацездатний вік |
| -------- | ------- | ------------------ | ---------------- | -------------------- |
| Чоловіки | 192     | 53                 | 127              | 12                   |
| Жінки    | 154     | 40                 | 94               | 20                   |
| Разом    | 346     | 93                 | 221              | 32                   |